# Tour de Inglaterra de 1965 de Bob Dylan
El Tour de Inglaterra de 1965 de Bob Dylan fue una gira de conciertos del cantante y compositor estadounidense Bob Dylan durante finales de abril y principios de mayo de 1965. La gira fue ampliamente documentada por el cineasta D. A. Pennebaker, quién utilizó las imágenes de la visita en su documental Don´t look back.
| Fecha               | Ciudad     | País       | Local                      |
| ------------------- | ---------- | ---------- | -------------------------- |
| 30 de abril de 1965 | Sheffield  | Inglaterra | Sheffield City Hall        |
| 1 de mayo de 1965   | Liverpool  | Inglaterra | Liverpool Odeon Theatre    |
| 2 de mayo de 1965   | Leicester  | Inglaterra | De Montfort Hall           |
| 5 de mayo de 1965   | Birmingham | Inglaterra | Ayuntamiento de Birmingham |
| 6 de mayo de 1965   | Newcastle  | Inglaterra | Newcastle City Hall        |
| 7 de mayo de 1965   | Mánchester | Inglaterra | Free Trade Hall            |
| 9 de mayo de 1965   | Londres    | Inglaterra | Royal Albert Hall          |
| 10 de mayo de 1965  | Londres    | Inglaterra | Royal Albert Hall          |

## Listas de canciones
Como Dylan aún tocaba exclusivamente música folk en vivo, la mayoría del material actuado durante esta gira es anterior a 1965. Cada espectáculo estuvo dividido a dos mitades, con siete canciones presentadas durante la primera, y ocho durante la segundo. El show constó de dos canciones del disco The Freewheelin' Bob Dylan, tres canciones del disco The Times They Are a-Changin´, tres de Another Side of Bob Dylan, un clásico de los conciertos de Comic-Relief como "If You Gotta Go, Go Now", que fue lanzado como sencillo solamente en Europa, y seis canciones de su entonces último disco, Bringing It All Back Home, incluyendo el lado B completo.
Primera mitad
1. "The Times They Are a-Changin´'"
2. "To Ramona"
3. "Gates of Eden"
4. "If You Gotta Go, Go Now (or Else You Got to Stay All Night)"
5. " It´s Alright, Ma (I´m Only Bleeding)"
6. "Love Minus Zero/No Limit"
7. "Mr. Tambourine Man"

Segunda Mitad
1. "Talkin' World War III Blues"
2. "Don't Think Twice, It's All Right"
3. "With God on Our Side"
4. "She Belongs to Me"
5. "It Ain't Me Babe"
6. "The Lonesome Death of Hattie Carroll"
7. "All I Really Want to Do"
8. " It's All Over Now, Baby Blue"

Lista de canciones compilada por Olof Bjorner.

## Repercusiones
Joan Báez lo acompañó en la gira, pero nunca fue invitada a tocar con él en concierto. De hecho, no volvieron a realizar una gira juntos hasta 1975. Luego de este tour, Dylan fue considerado un héroe de la música folk norteamericana, pero dos meses más tarde, en el Festival de Folk de Newport,  se alejó de sus raíces e incorporó instrumentos eléctricos. Dylan fue el único artista, aparte de los Beatles en agotar las entradas de la sala De Monrfort Hall en la década del 60. Inclusive los Rolling Stones no lograron vender la sala llena de este local.